# Otto Julius Zobel

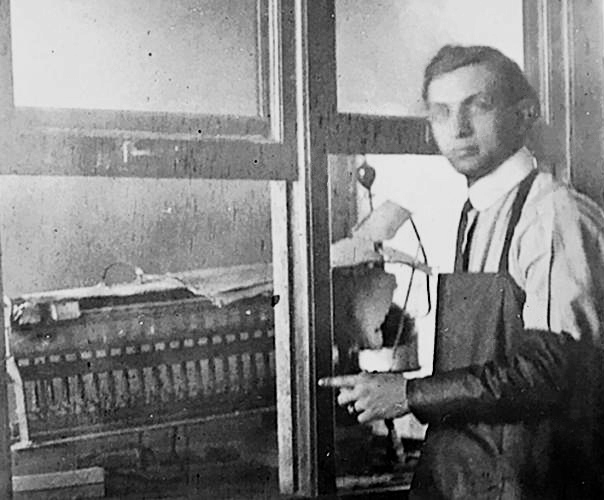
Otto Julius Zobel

Otto Julius Zobel (* 20. Oktober 1887 in Ripon, Wisconsin; † Januar 1970 in Morristown, New Jersey) war ein US-amerikanischer Elektroingenieur und leistete im Bereich der Dimensionierung von Filtern wesentliche Arbeiten zu Beginn der Nachrichtentechnik.

## Leben

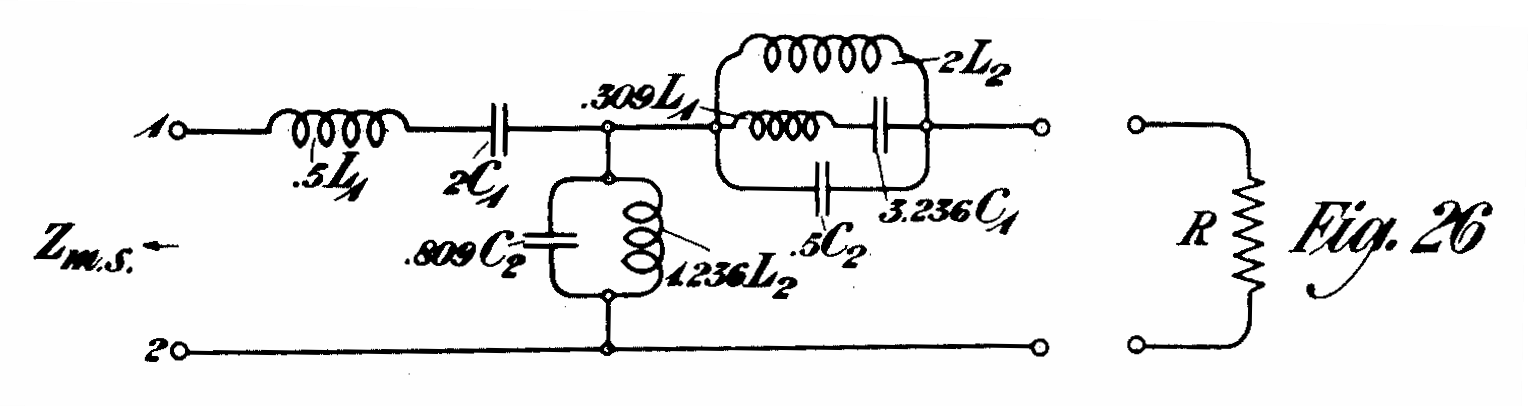
Filter zur Impedanzanpassung aus Zobels Patentschrift

Nachdem Otto Julius Zobel im Jahr 1909 seinen Bachelor am Ripon College in Wisconsin erworben hatte, erwarb er im folgenden Jahr seinen Master in Physik an der University of Wisconsin. Er blieb dort bis 1915 als Dozent für Physik. Im Jahr 1914 erwarb Zobel seinen Ph. D. mit der Dissertation Thermal Conduction and Radiation. In den Jahren 1915 und 1916 lehrte er Physik an der University of Minnesota. 1916 ging Zobel zur AT&T, wo er an Übertragungstechniken arbeitete, zunächst in Maplewood (New Jersey) und ab 1926 in New York City. Im Jahr 1934 ging er zu den Bell Telephone Laboratories, der Forschungsabteilung der AT&T.
Otto Julius Zobel arbeitete mit George Ashley Campbell am Frequenzmultiplex auf Leitungen mit Hilfe der Einseitenbandmodulation (SSB) und entwickelte dafür Konstant-k-Filter, M-Derived-Filter, Latticefilter und das Zobel-Netzwerk mit Hilfe der Spiegelimpedanzmethode.
Zusammen mit John R. Carson untersuchte er Rauschen, dieses tritt meist als Störung in nachrichtentechnischen Systemen auf, um es von dem Nutzsignal mittels Filter zu trennen. Im Jahr 1923 legten beide dar, dass das nicht möglich ist. In dieser Arbeit wurde auch der Begriff weißes Rauschen eingeführt, ein Ausdruck für ein Rauschsignal, welches spektral konstant ist. In späteren Arbeiten zu dem Shannon-Hartley-Gesetz konnte auch gezeigt werden, dass Rauschen eine fundamentale Begrenzung bei der sogenannten Kanalkapazität darstellt.